# Interislander

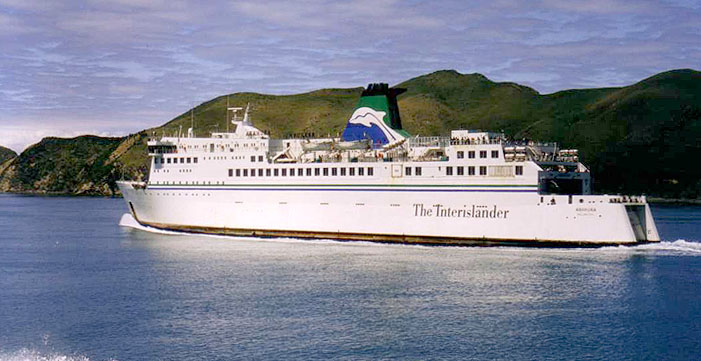
Fähre Arahura in den Marlborough Sounds

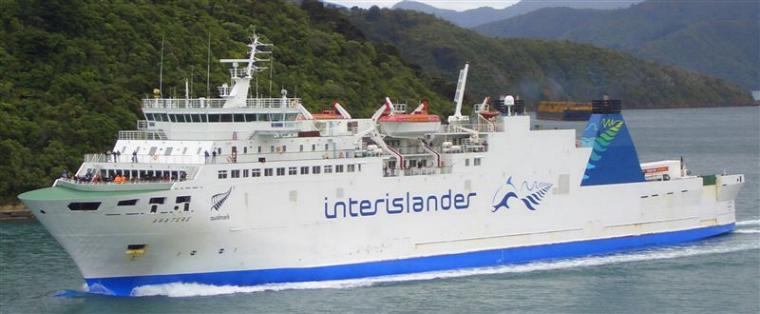
Fähre Aratere

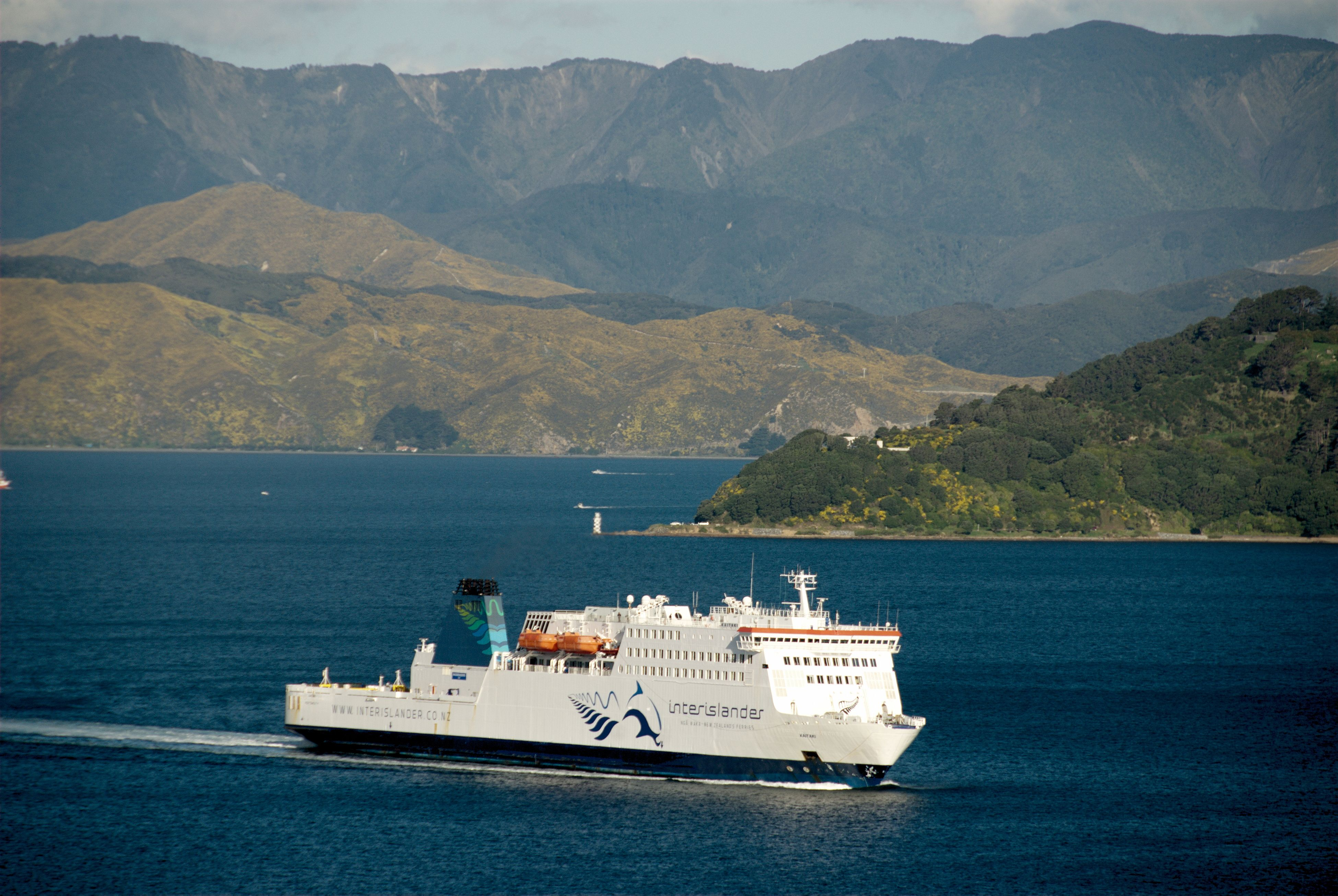
Fähre Kaitaki im Wellington Harbour

Interislander ist eine Fährverbindung durch die Cookstraße zwischen den Häfen Wellington und Picton. Sie verbindet die neuseeländische Nordinsel mit der Südinsel.
Es verkehren drei Schiffe. Befördert werden jährlich ca. eine Million Passagiere und 230.000 Fahrzeuge auf 5700 Überfahrten (Stand Juli 2008). Eine Überfahrt dauert ca. 3 Stunden für eine Entfernung von 92 km und verläuft nicht selten stürmisch, insbesondere auf dem Abschnitt im offenen Meer der Cookstraße.

## Geschichte
Die Verbindung wurde 1962 als ein Dienst der New Zealand Railways unter dem Namen Cook Strait Inter-Island Rail and Road Service gegründet. Sie schließt an die Bahnstrecke Christchurch–Picton an. Das erste Schiff der Fährgesellschaft wurde die im Jahr der Gründung fertiggestellte Aramoana. 1966 ergänzte sie ein leicht modifiziertes Schwesterschiff namens Aranui. In den folgenden Jahren baute die Reederei ihre Flotte mit zwei weiteren Schiffen aus, ehe 1983 mit der Arahura die bis dahin größte Fähre Neuseelands in Dienst gestellt wurde.
1984 erhielt die Cook Strait Inter-Island Rail and Road Service den Namen SeaRail. 1989 erhielt die Reederei schließlich ihre heutige Bezeichnung InterIslander. 1991 wurde die Reederei ein eigenständiges Unternehmen und schließlich 1993 an einen privaten Eigentümer verkauft. Seit 1995 gehörte das Unternehmen zu Tranz Rail.
In den 1990er- und frühen 2000er-Jahren charterte InterIslander mehrere gebrauchte Schiffe von anderen Reedereien, darunter vier Katamarane. 1998 folgte mit der Aratere der erste Neubau seit fünfzehn Jahren. Dieser übertraf die Arahura an Länge (und nach einem Umbau im Jahr 2011 auch an Tonnage) und wurde somit zum größten Fährschiff Neuseelands. 2007 folgte mit der gecharterten Kaitaki ein noch größeres Schiff.
Im Juli 2008 erwarb die Regierung Neuseelands die KiwiRail Holdings und damit den Interislander-Betrieb, der eine Untergruppe von KiwiRail ist. InterIslander kehrte somit wieder in den Staatsbesitz zurück.
Im Juli 2015 wurde die Arahura nach 32 Jahren als bislang Dienstältestes Schiff InterIslanders ausgemustert und im selben Jahr zum Verschrotten nach Indien verkauft. Als Ersatz nahm die ehemalige Stena Alegra unter dem Namen Kaiarahi den Dienst für InterIslander auf.

## Schiffe
Derzeitige Flotte:
| Jahr        | Name     | Tonnage    | Werft                                  | Anmerkungen |
| 1998        | Aratere  | 17.816 BRT | Hijos de J. Barreras, Gijón            | Erster Neubau für InterIslander seit fünfzehn Jahren                                                                             |
| 2007 (1995) | Kaitaki  | 22.365 BRT | Van der Giessen-De Noord, Alblasserdam | größtes Schiff InterIslanders; 1995 als Isle of Innisfree in Dienst gestellt, 2007 von der Stena Line gechartert, 2017 angekauft |
| 2015 (1998) | Kaiarahi | 22.152 BRT | Astilleros Espanoles S.A., Sevilla     | 1998 als Dawn Merchant in Dienst gestellt, seit 2015 von der Stena Line gechartert                                               |

Ehemalige Flotte:
| Jahr        | Name           | Tonnage    | Werft                                         | Anmerkungen |
| 1962        | Aramoana       | 3.968 BRT  | William Denny and Brothers, Dumbarton         | Erstes Schiff der Flotte; 1984 verkauft, 1994 in Alang verschrottet                                                                       |
| 1966        | Aranui         | 3.821 BRT  | Vickers-Armstrongs, Newcastle upon Tyne       | 1984 verkauft, 1994 in Chittagong verschrottet                                                                                            |
| 1972        | Arahanga       | 8.848 BRT  | Upper Clyde Shipbuilders, Clydebank           | 2001 in Alang verschrottet |
| 1974        | Aratika        | 3.879 BRT  | Dubigeon Normandie, Nantes                    | 1999 verkauft, 2008 in Alang verschrottet                                                                                                 |
| 1983        | Arahura        | 13.621 BRT | Aalborg Værft, Aalborg                        | Ehemals größte Fähre Neuseelands; 2015 in Alang verschrottet                                                                              |
| 1994 (1992) | Condor 10      | 3.241 BRT  | International Catamarans, Hobart              | Katamaran; 1992 in Dienst gestellt, von 1994 bis 1998 von Enterprise Trading gechartert                                                   |
| 1999 (1997) | Condor Vitesse | 5.007 BRT  | Incat, Hobart                                 | Katamaran; 1997 als Incat 044 in Dienst gestellt, von 1999 bis 2000 von Condor Ferries gechartert, heute als Champion Jet 1 in Fahrt      |
| 2000        | The Lynx       | 6.581 BRT  | Incat, Hobart                                 | Katamaran; als Incat Tasmania in Dienst gestellt, von 2003 bis 2000 von Incat Chartering gechartert, heute als Normandie Express in Fahrt |
| 2003 (1978) | Purbeck        | 6.507 BRT  | Soc. Nouvelle des At.& Ch. du Havre, Le Havre | 1978 in Dienst gestellt, von 2003 bis 2005 von Brittany Ferries gechartert, heute als Maria Rosario in Fahrt                              |
| 2003 (1997) | Incat 046      | 5.617 BRT  | Incat, Hobart                                 | Katamaran; 1997 in Dienst gestellt, von 2003 bis 2005 von der TT-Line gechartert, heute als T&T Express in Fahrt                          |